# ФК Насионал Монтевидео
Фудбалски клуб Насионал (шп. Club Nacional de Football) је спортски клуб из Монтевидеа у Уругвају, најпознатији по свом фудбалском клубу. Тренутно се такмичи у Првој лиги Уругваја.
Клуб је основан 14. маја 1899 спајањем фудбалских клубова Уругвај Атлетик Клуб и Монтевидео Футбол Клуб. Своје утакмице игра на стадиону Гран Парк Сентрал, који има капацитет од 34.000 места. 
Насионал је други најуспешнији тим уругвајске лиге, иза Пењарола (51), са 49 освојених титула (11 у време аматерске лиге и 38 од увођења професионалне лиге). Освојио је три трофеја Копа либертадореса, три Интерконтиненталног купа, два Копа интерамерикана и један Рекопа судамерикана.

## Успеси

### Национални
- Прва лига Уругваја (49)

1902, 1903, 1912, 1915, 1916, 1917, 1919, 1920, 1922, 1923, 1924, 1933, 1934, 1939, 1940, 1941, 1942, 1943, 1946, 1947, 1950, 1952, 1955, 1956, 1957, 1963, 1966, 1969, 1970, 1971, 1972, 1977, 1980, 1983, 1992, 1998, 2000, 2001, 2002, 2005, 2005-06, 2008-09, 2010-11, 2011-12, 2014-15, 2016, 2019, 2020, 2022.
- Суперкуп Уругваја (2)
- 2019, 2021.

### Међународни
- Интерконтинентални куп (3)

1971, 1980, 1988.
- Копа либертадорес (3)

1971, 1980, 1988.
- Копа интерамерикана

1971, 1988.
- Рекопа судамерикана

1989.

## Познати бивши играчи
- Хосе Андраде
- Алваро Рекоба
- Дијего Лугано
- Дијего Годин
- Луис Суарез